# Доротея Ланж
Доротея Ланж (англ. Dorothea Lange; 26 травня 1895 — 11 жовтня 1965) — американська фотографка-документалістка і фотожурналістка, найвідоміша роботою «Мати-мігрантка» епохи Великої депресії. Фотографії Ланж гуманізували наслідки Великої депресії і вплинули на розвиток документальної фотографії. Включена до Національної зали слави жінок.

## Життєпис
Народилася 26 травня 1895 року в сім'ї німецьких іммігрантів другого покоління в Гобокені, Нью-Джерсі. У сім років перехворіла на поліомієліт, що в подальшому позначилося на її здоров'ї.

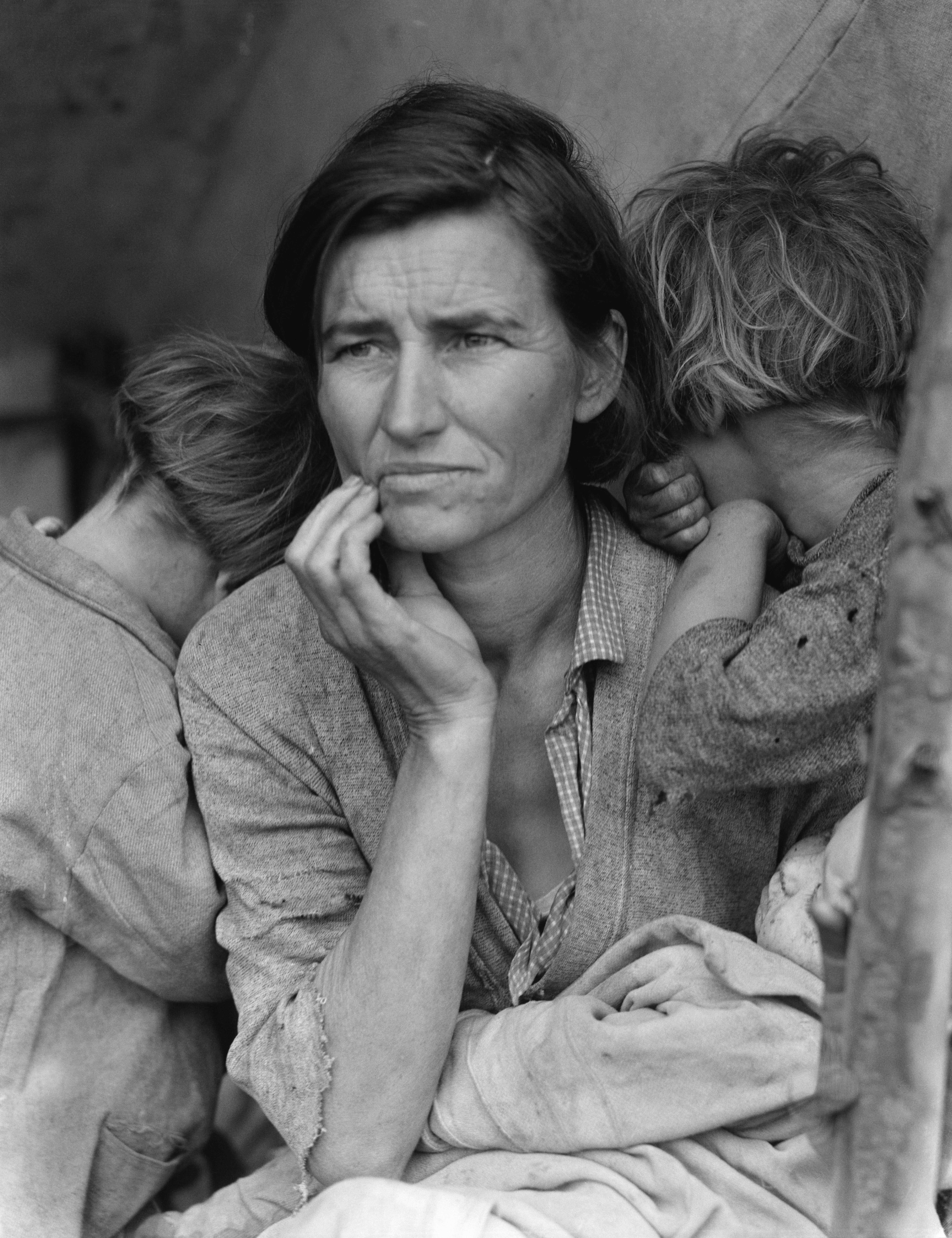
«Мати-мігрантка» (1936)

Навчалася фотографії в Колумбійському університеті Нью-Йорка у Кларенс Хадсон Вайт. Була також неофіційною ученицею кількох нью-йоркських фотостудій, в тому числі Арнольда Джентла. Решту життя Ланж провела на іншій стороні затоки в Берклі.
У 1920 одружилася з художником Мейнардом Діксоном, від якого народила двох синів, Даніеля (1925) і Джона (1930).
Доротея Ланж померла 11 жовтня 1965 року у віці 70 років від раку стравоходу в Сан-Франциско, Каліфорнія.

## Діяльність
У 1918 році переїхала в Сан-Франциско і вже наступного року відкрила успішну портретну студію.
З початком Великої Депресії Ланж повернула об'єктив від студії на вулицю. Її фотографії безробітних та бездомних привернули увагу місцевих фотографів і це привело її до роботи в організації Resettlement Administration, яка згодом отримала назву Farm Security Administration (FSA).
У грудні 1935 року розлучилася з Діксоном і одружилася з Полом Шустером Тейлором, професором економіки Університету Каліфорнії в Берклі. Тейлор доповнив її розуміння в соціальних і політичних питаннях, і вони разом документували бідність у сільській місцевості та робітників-мігрантів протягом наступних 5 років — Тейлор брав інтерв'ю і збирав економічні дані, а Ланж робила фотографії.
У 1941 році Ланґе отримала престижну стипендію Гуґґенгайма за досягнення у фотографії, але після нападу на Перл-Гарбор відмовилася від стипендії, щоб поїхати на завдання Управління з питань військового переселення (WRA) для документування примусової евакуації американців японського походження із західного узбережжя США.

## Спадщина
У 1972 році музей Вітні презентував 27 фотографій Ланж на виставці під назвою «Наказ 9066» (Executive Order 9066). Ця виставка підкреслила японське інтернування під час Другої світової війни. У 2006 році на честь Ланж названо початкову школу в Ніпомо, Каліфорнія, поруч з місцем, де вона зробила фото «Мати-мігрантка».
28 травня 2008 року губернатор Каліфорнії Арнольд Шварценеггер і перша леді Марія Шрайвер оголосили про включення Доротеї Ланж до Національного залу слави жінок, розташованого в Каліфорнійському Музеї історії, жінок і мистецтв.